# Vientos preponderantes

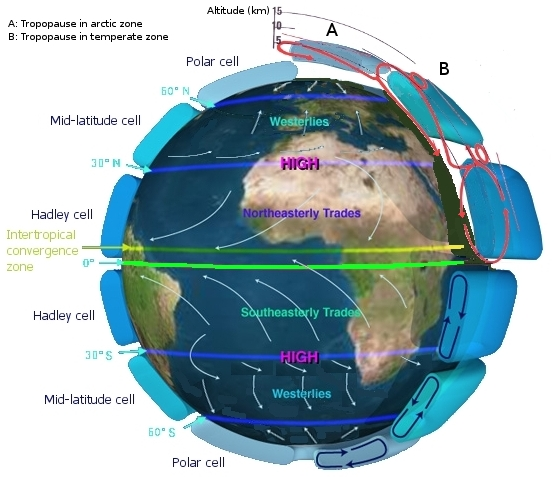
Los vientos son parte de la circulación atmosférico de la Tierra.

En meteorología, vientos preponderantes son vientos que soplan predominantemente desde una sola dirección general sobre un punto particular en la superficie de la Tierra. Los vientos dominantes son las tendencias en la dirección del viento con la velocidad más alta sobre un punto particular en la superficie de la Tierra. Los vientos preponderantes y dominantes de una región se ven a menudo afectados por las pautas globales del movimiento en la atmósfera de la Tierra. En general, una corriente del este existe en latitudes altas y bajas globalmente. En las latitudes medias, los vientos del oeste son la norma y su fuerza depende del ciclón polar. En zonas donde los vientos tienden a ser ligeros, el ciclo de brisa marina/terrestre es lo más importante para el viento preponderante; en zonas donde tienen un terreno variable, las brisas de montaña y valle dominan la pauta del viento. Superficies muy elevadas pueden inducir una depresión térmica, que luego aumenta el fluir del viento medioambiental. 
Las rosas de los vientos son las herramientas usadas para determinar la dirección del viento preponderante. El conocimiento del viento preponderante permite el desarrollo de estrategias de prevención para la erosión del suelo en tierras agrícolas, como por ejemplo en las Grandes Llanuras. Dunas de arena pueden orientarse a lo largo, o perpendiculares, al régimen de vientos preponderantes dentro de ubicaciones costeras o desérticas. Los insectos se mueven junto con el viento preponderante, mientras que los pájaros son capaces de volar más independientemente del viento preponderante.

## Determinación para una ubicación

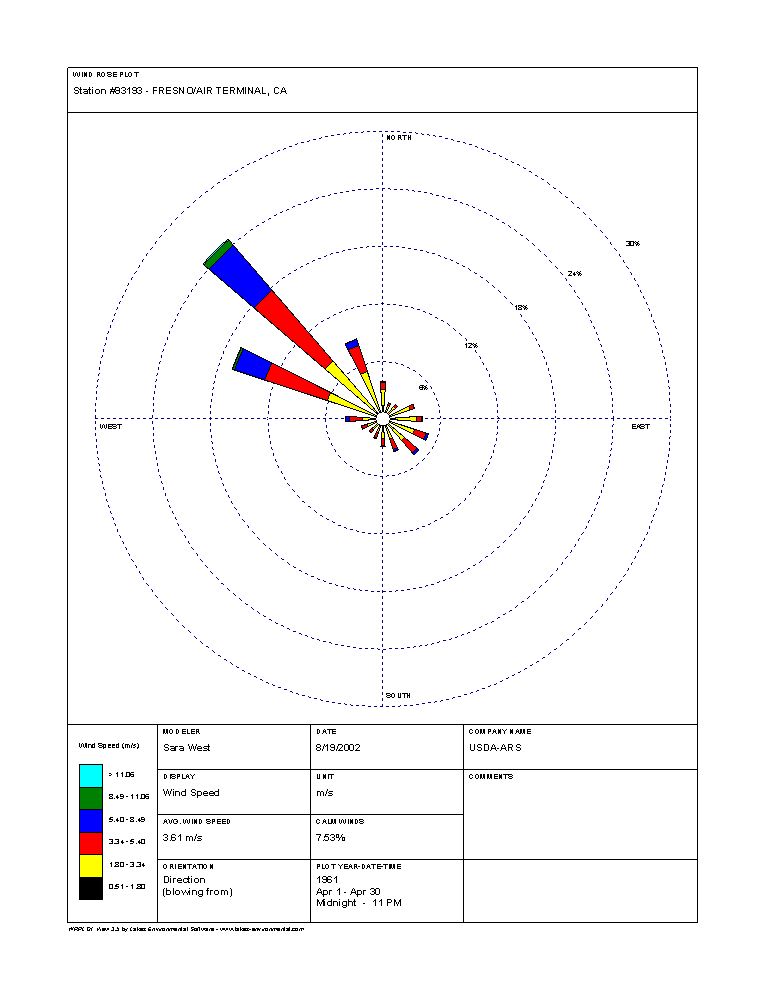
Traza de una rosa de los vientos para el Fresno Air Terminal (FAT), Fresno, California para el período 1961-1990

Una rosa de los vientos es una herramienta gráfica usada por los meteorólogos para dar una vista sucinta de cómo la velocidad del viento y su dirección se distribuyen típicamente en una ubicación particular. Presentada en una rejilla con coordenadas polares, la rosa de los vientos muestra la frecuencia de los vientos que soplan desde direcciones particulares. La longitud de cada uno habla alrededor del círculo está relacionado con la frecuencia con la que ese viento sopla desde una particular dirección por unidad de tiempo. Cada círculo concéntrico representa una frecuencia diferente, que va desde cero en el centro a frecuencias crecientes en los círculos exteriores.  Una traza de rosa de los vientos puede contener información adicional, de manera que cada rayo está desglosado en bandas de color que muestran diferentes velocidades del viento. Las rosas de los vientos típicamente usan de 8 a 16 direcciones cardinales, como norte (N), NNE, NE, etc., aunque pueden subdividirse hasta en 32 direcciones.

## Climatología

### Los alisios y su impacto
Los alisios son la pauta prevalente de vientos superficiales del Este que se encuentran en los trópicos cerca del Ecuador de la Tierra, al sur de la cresta subtropical. Estos vientos soplan predominantemente desde el noreste en el Hemisferio Norte y desde el sureste en el Hemisferio Sur. Los alisios actúan como el flujo de dirección para los ciclones tropicales que se forman sobre los océanos del mundo, guiando su camino hacia el Oeste. Los vientos alisios también guían el polvo africano hacia el oeste por encima del océano Atlántico hacia el mar Caribe, así como porciones del sureste de Norteamérica.

### Vientos del oeste y su impacto

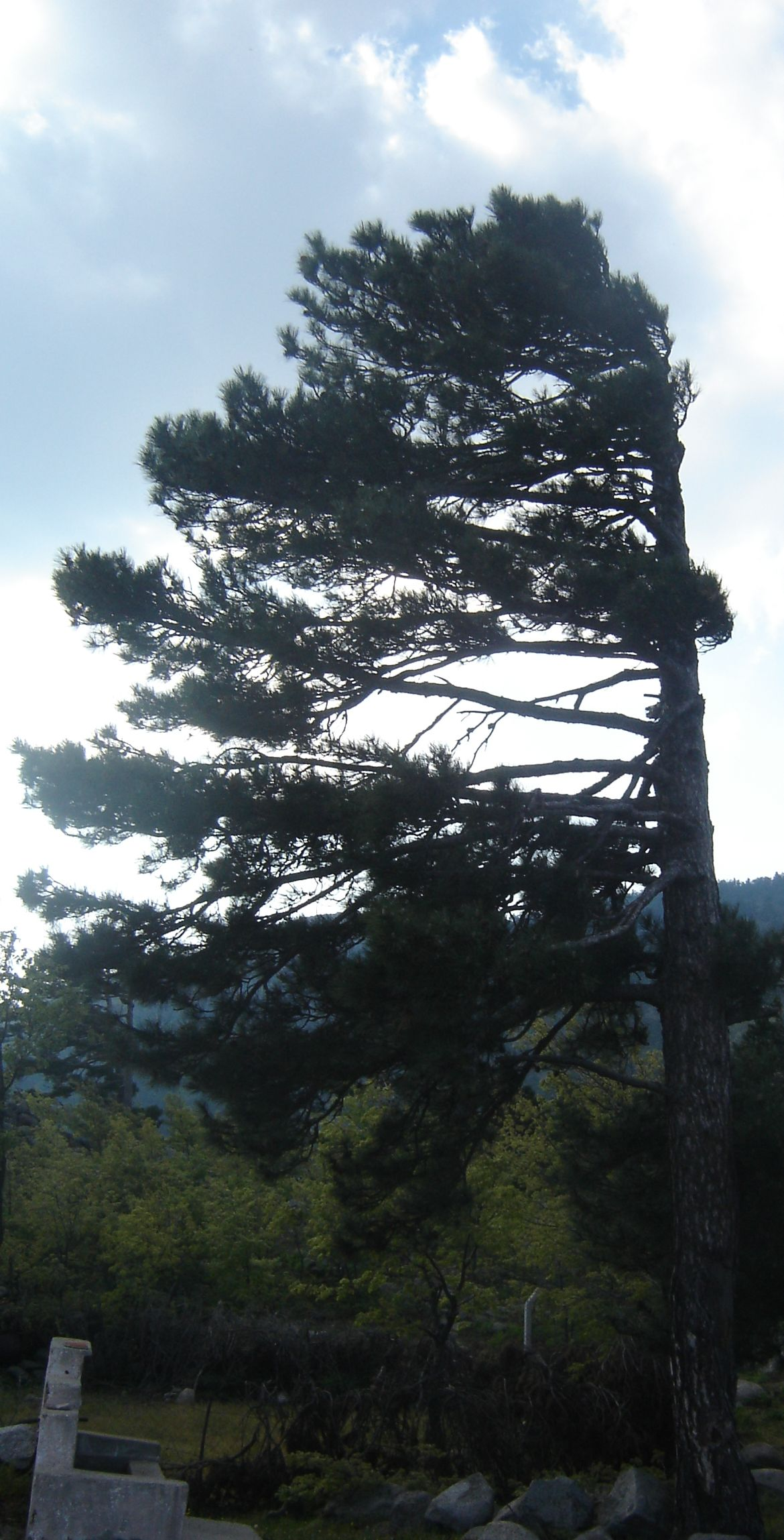
Efecto de un viento preponderante sobre una conífera en el Oeste de Turquía.

Los vientos del oeste son los vientos preponderantes en las latitudes medias entre los 35 y 65 grados de latitud, soplan de oeste a este en el norte de la zona de altas presiones conocidas como la cresta subtropical en las llamadas latitudes del caballo. Estos vientos preponderantes soplas desde el Oeste hacia el Este, y dirigen los ciclones extratropicales en el Hemisferio Norte en su manera general. Los vientos son predominantemente del suroeste en el Hemisferio Norte y del noroeste en el Hemisferio Sur. Son más fuertes en el invierno cuando la presión es más baja sobre los polos, como cuando el ciclón polar es más fuerte, y más débil durante el verano cuando el ciclón polar es más débil y cuando las presiones son altas sobre los polos.
Junto con los alisios, los vientos del oeste permitieron una ruta de comercio alrededor del mundo para los barcos a vela que partían a través de los océanos Atlántico y Pacífico, puesto que los vientos del oeste contribuyen al desarrollo de fuertes corrientes oceánicas en ambos hemisferios. Los vientos del oeste pueden ser particularmente intensos, especialmente en el Hemisferio Sur, donde hay menos tierra en las latitudes medias que causan que la pauta de circulación se amplifique, lo que ralentiza los vientos. Los vientos del oeste más fuertes en las latitudes medias se llaman Vendavales de las latitudes 40 o Rugientes Cuarentas, entre 40 y 50 grados sur de latitud, dentro del Hemisferio Sur. Los vientos del oeste tienen un importante papel a la hora de llevar las aguas y los vientos cálidos ecuatoriales a las costas occidentales de los continentes, especialmente en el hemisferio sur debido a su vasta extensión oceánica.

### Vientos del Este polares
Los vientos del Este polares (también conocidos como las células de Hadley polares) son los vientos preponderante secos y fríos que soplan desde las zonas de alta presión de las alturas polares en los polos Norte y Sur hacia las áreas de baja presión dentro de los vientos del oeste a altas latitudes. A diferencia de los vientos del oeste, estos vientos preponderantes soplan desde el este hacia el oeste, y a menudo son débiles e irregulares. Debido al bajo ángulo del sol el aire frío se construye y amaina en el polo creando áreas de alta presión superficial, forzando un flujo de aire dirigido hacia el ecuador; ese flujo es desviado hacia el oeste por el efecto de Coriolis.